# Доња Топоница (Ниш)
Доња Топоница је насељено место у градској општини Црвени Крст на подручју града Ниша у Нишавском округу. Налази се на алувијалној тераси Јужне Мораве у граничном простору Нишке и Алексиначке котлине, на око 14 км северозападно од центра Ниша. Према попису из 2022. било је 271 становника (према попису из 1991. било је 315 становника).

## Историја
Доња (као и Горња) Топоница је старо село које датира још из средњег века. Истина, турски попис из средине 15. века пружа податке само о једној Топоници, Горњој, али већ у попису из 1516. године уписана су оба села. Доња Топоница је тада била једно од 111 села нахије и носила је исти назив као данас, а имала је 44 домаћинства, 16 самачких, 5 удовичких домаћинстава, 6 рајинских воденица и дажбине у износу 8842 акче. У то време и касније, све до средине 19. века, овде и у суседном селу Тешици гајио се пиринач о чему сведочи и месна топонимија: Оризишта. Следећи пописни и путописни подаци показују опадање броја становништва, које је нарочито дошло до изражаја у време аустро-турских ратова, а затим за време куге, „чуме“, 1838. године, па у време нишке буне 1841. и у Српско-турском рату 1876. године када је Доња Топоница с осталим селима у овом крају паљена, тако да је село дочекало ослобођење од Турака с око 25 домаћинстава.
После ослобођења од Турака, поред откупа и заузимања земље од стране сиромашних сељака, многих турских имања су се докопали поједини имућни сељаци и градски зеленаши. Међу овим другим је и Таско Узуновић из Ниша који је у атарима Доње Трнаве, Дражевца и Доње Топонице поред Јужне Мораве присвојио преко 120 ha земље, претежно ливада. Доња Топоница се пред крај 19. и у првој половини 20. века почела да обнавља и јача, напуштајући постепено натуралне и прелазећи на тржишне облике привређивања, с примарном оријентацијом на ратарство, стајско сточарство и повртарство. Године 1895. имала је 32 домаћинства и 238 становника, а 1921. године у њему је живело 51 домаћинство и 329 становника. После Другог светског рата, без обзира на пораст броја домаћинстава, дошло је до лаганог исељавања (пре свега у Ниш) и пада укупног броја становника. Године 1971. у Доњој Топоници је живело 46 пољопривредних, 42 мешовита и 8 непољопривредних домаћинстава.

## Саобраћај
До насеља се може доћи приградским линијама 29 ПАС Ниш - Чамурлија - Горња Топоница - Мезграја - Доња Топоница - Доња Трнава - Горња Трнава и линијом 29А ПАС Ниш - Медошевац - Поповац - Трупале - Вртиште - Мезграја - Доња Топоница - Доња Трнава - Горња Трнава.

## Демографија
У насељу Доња Топоница живи 279 пунолетних становника, а просечна старост становништва износи 49,2 година (47,5 код мушкараца и 51,0 код жена). У насељу има 107 домаћинстава, а просечан број чланова по домаћинству је 2,53.
Ово насеље је великим делом насељено Србима (према попису из 2002. године), а у последња три пописа, примећен је пад у броју становника.
|  |

| Демографија | Демографија | Демографија |
| Година      | Становника  | Становника  |
| ----------- | ----------- | ----------- |
| 1948.       | 369         |             |
| 1953.       | 365         |             |
| 1961.       | 387         |             |
| 1971.       | 348         |             |
| 1981.       | 323         |             |
| 1991.       | 315         | 312         |
| 2002.       | 290         | 295         |
| 2011.       | 324         |             |
| 2022.       | 271         |             |

| Етнички састав према попису из 2002.‍ | Етнички састав према попису из 2002.‍ | Етнички састав према попису из 2002.‍ | Етнички састав према попису из 2002.‍ | Етнички састав према попису из 2002.‍ |
| ------------------------------------ | ------------------------------------ | ------------------------------------ | ------------------------------------ | ------------------------------------ |
|                                      |                                      |                                      |                                      |                                      |
| Срби                                 | Срби                                 |                                      | 288                                  | 99,31%                               |
| непознато                            | непознато                            |                                      | 2                                    | 0,68%                                |

| Година пописа     | 1948. | 1953. | 1961. | 1971. | 1981. | 1991. | 2002. |
| ----------------- | ----- | ----- | ----- | ----- | ----- | ----- | ----- |
| Број домаћинстава | 71    | 73    | 90    | 96    | 92    | 121   | 97    |

| Број чланова      | 1  | 2  | 3  | 4  | 5 | 6 | 7 | 8 | 9 | 10 и више | Просек |
| ----------------- | -- | -- | -- | -- | - | - | - | - | - | --------- | ------ |
| Број домаћинстава | 17 | 29 | 16 | 22 | 6 | 4 | 0 | 2 | 1 | 0         | 2,99   |

| Пол    | Укупно | Неожењен/Неудата | Ожењен/Удата | Удовац/Удовица | Разведен/Разведена | Непознато |
| ------ | ------ | ---------------- | ------------ | -------------- | ------------------ | --------- |
| Мушки  | 121    | 29               | 79           | 9              | 4                  | 0         |
| Женски | 132    | 24               | 80           | 25             | 3                  | 0         |
| УКУПНО | 253    | 53               | 159          | 34             | 7                  | 0         |

| Пол    | Укупно                    | Пољопривреда, лов и шумарство | Рибарство                            | Вађење руде и камена | Прерађивачка индустрија       |
| ------ | ------------------------- | ----------------------------- | ------------------------------------ | -------------------- | ----------------------------- |
| Мушки  | 55                        | 5                             | 0                                    | 0                    | 17                            |
| Женски | 23                        | 4                             | 0                                    | 0                    | 5                             |
| УКУПНО | 78                        | 9                             | 0                                    | 0                    | 22                            |
| Пол    | Производња и снабдевање   | Грађевинарство                | Трговина                             | Хотели и ресторани   | Саобраћај, складиштење и везе |
| Мушки  | 2                         | 0                             | 7                                    | 1                    | 6                             |
| Женски | 0                         | 0                             | 6                                    | 1                    | 0                             |
| УКУПНО | 2                         | 0                             | 13                                   | 2                    | 6                             |
| Пол    | Финансијско посредовање   | Некретнине                    | Државна управа и одбрана             | Образовање           | Здравствени и социјални рад   |
| Мушки  | 0                         | 1                             | 3                                    | 3                    | 9                             |
| Женски | 1                         | 0                             | 0                                    | 2                    | 3                             |
| УКУПНО | 1                         | 1                             | 3                                    | 5                    | 12                            |
| Пол    | Остале услужне активности | Приватна домаћинства          | Екстериторијалне организације и тела | Непознато            | Непознато                     |
| Мушки  | 0                         | 0                             | 0                                    | 1                    | 1                             |
| Женски | 1                         | 0                             | 0                                    | 0                    | 0                             |
| УКУПНО | 1                         | 0                             | 0                                    | 1                    | 1                             |

## Споменици културе
- Споменик НОБ - у самом центру села, уз регионални пут, смештен је споменик посвећен борцима Народноослободилачке бробе у Другом светском рату (1941 - 1945 године). Саму композицију споменика на централном делу налазила се мермерна или бронзана плоча која је са споменика скинута. Нису позната имена и презимена особа којима је споменик посвећен. Потребно је исти рестаурирати, како би се сачувао за будуће генерације. У новијем периоду, на самом споменику додата је и спомен плоча Игору Станојевићу (1978 - 1999 година) настрадалом војнику у НАТО агресији у Урошевцу.
- Биста Светолику Стојановићу Браци - у самом спомен парку поред споменика НОБ-у налази се спомен биста Светолику Стојановићу Браци (1920 - 1942 године) који је оставио битан траг у Народноослободилачкој борби у Другом светском рату.

## Галерија
- Споменик палим борцима у Другом светском рату
- Поглед са стране на споменик НОБ-а
- Централни поглед на споменик
- Биста Стојановић Светолику Браци